# Liste der Monuments historiques in La Gaubretière
Die Liste der Monuments historiques in La Gaubretière führt die Monuments historiques in der französischen Gemeinde La Gaubretière auf.

## Liste der Bauwerke
| Bezeichnung           | Beschreibung                     | Standort | Kennzeichnung | Schutzstatus | Datum | Bild |
| --------------------- | -------------------------------- | -------- | ------------- | ------------ | ----- | ---- |
| Schloss Landebaudière | Erbaut Ende des 18. Jahrhunderts | (Lage)   | PA00110127    | Inscrit      | 1981  |      |

## Liste der Objekte
- Monuments historiques (Objekte) in La Gaubretière in der Base Palissy des französischen Kultusministeriums